# Darcy da Mangueira
Darcy Fernandes Monteiro (Rio de Janeiro, 15 de agosto de 1932 – Rio de Janeiro, 19 de maio de 2008) foi um compositor, cantor e músico brasileiro.